# Sacramento (fiume)
Il Sacramento è il fiume più lungo interamente contenuto all'interno dello Stato della California, negli Stati Uniti d'America. 

## Percorso
Il Sacramento scorre verso sud per 719 km, attraverso il nord della California Central Valley, tra la Catena costiera pacifica e la Sierra Nevada, in una valle chiamata appunto Valle del Sacramento (Sacramento Valley).
Poco più a valle della sua confluenza con il fiume American, il Sacramento si unisce al San Joaquin nel delta del Sacramento, per poi sfociare nella baia di Suisun, il braccio settentrionale della Baia di San Francisco. È il terzo più grande fiume per volume sulla sponda pacifica della parte continentale degli Stati Uniti, dietro soltanto al fiume Columbia e al fiume Colorado.
I principali affluenti del fiume Sacramento sono il Pit, il Feather, il McCloud e l'American. Il Pit è il più lungo di questi, ma il Feather e l'American trasportano un maggiore volume d'acqua.